# Senaatsplein
Het Senaatsplein (Fins: Senaatintori, Zweeds: Senatstorget) is een plein in de Finse hoofdstad Helsinki. De gebouwen rondom het plein behoren tot de oudste van de stad. Het is een van de best bezochte en bekendste plekken van Finland.

## Geschiedenis
De oudste gebouwen op het plein zijn het Sederholmhuis uit 1757 en het Bockhuis uit 1763, dat tussen 1838 en 1913 het stadhuis van Helsinki was. De rest van plein is ontworpen door Carl Ludvig Engel. Het eerste gebouw dat werd gebouwd is het Regeringspaleis uit 1822, van waaruit de senaat van Finland regeerde tot 1918 en dat thans wordt gebruikt als kantoorgebouw voor de premier en het kabinet. In 1832 werd vervolgens het hoofdgebouw van de Universiteit van Helsinki voltooid en in 1844 volgde het gebouw voor de Nationale Bibliotheek van Finland.
Het omvangrijkste bouwproject was de Domkerk van Helsinki, waaraan Engel vanaf 1818 tot aan zijn dood in 1840 werkte. De kerk was uiteindelijk klaar in 1852. Het laatste bouwwerk dat op het plein werd toegevoegd is een standbeeld uit 1894 van tsaar Alexander II, gemaakt door de beeldhouwer Walter Runeberg.

## Afbeeldingen

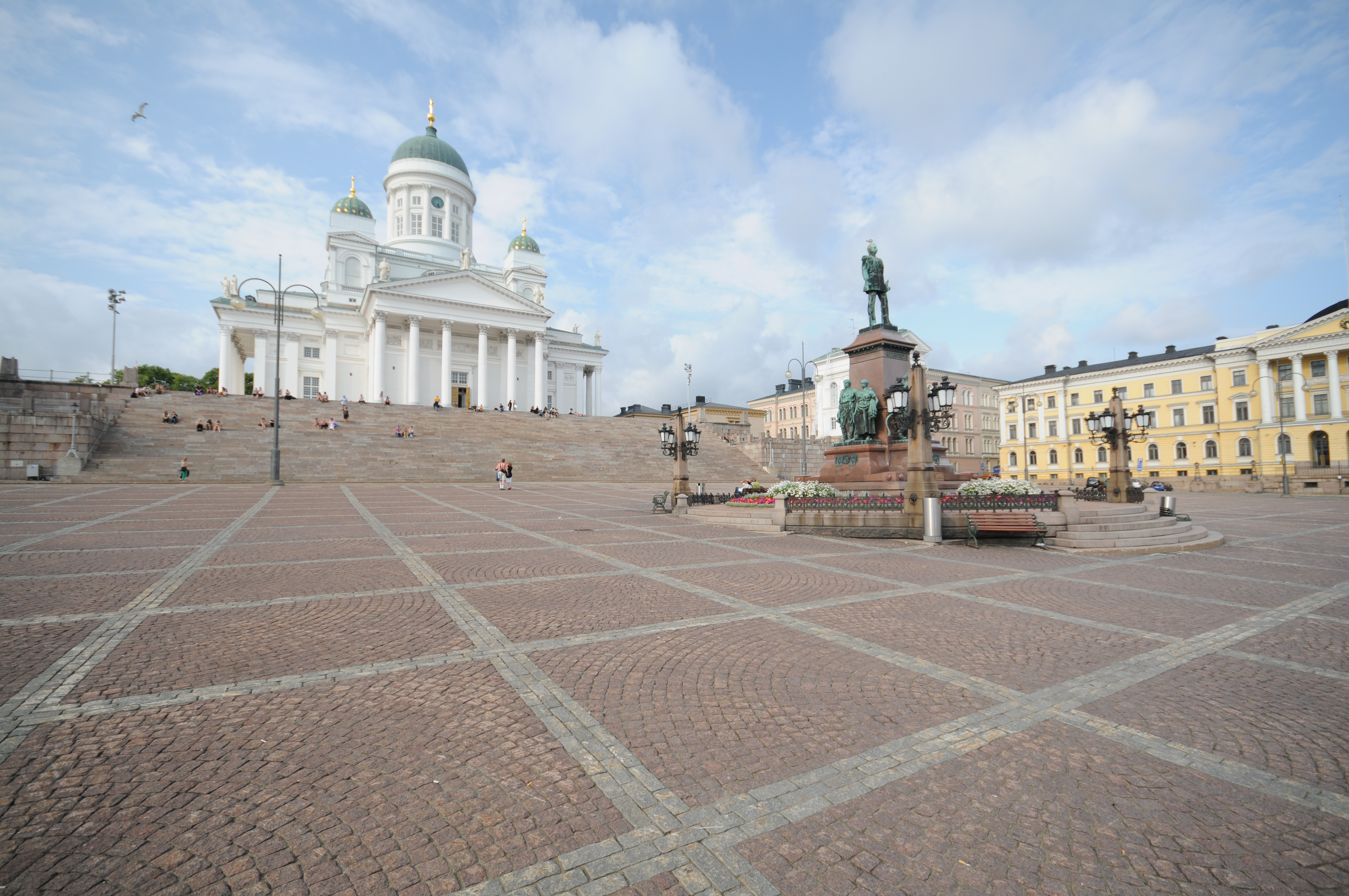
Senaatintori met Domkerk en standbeeld
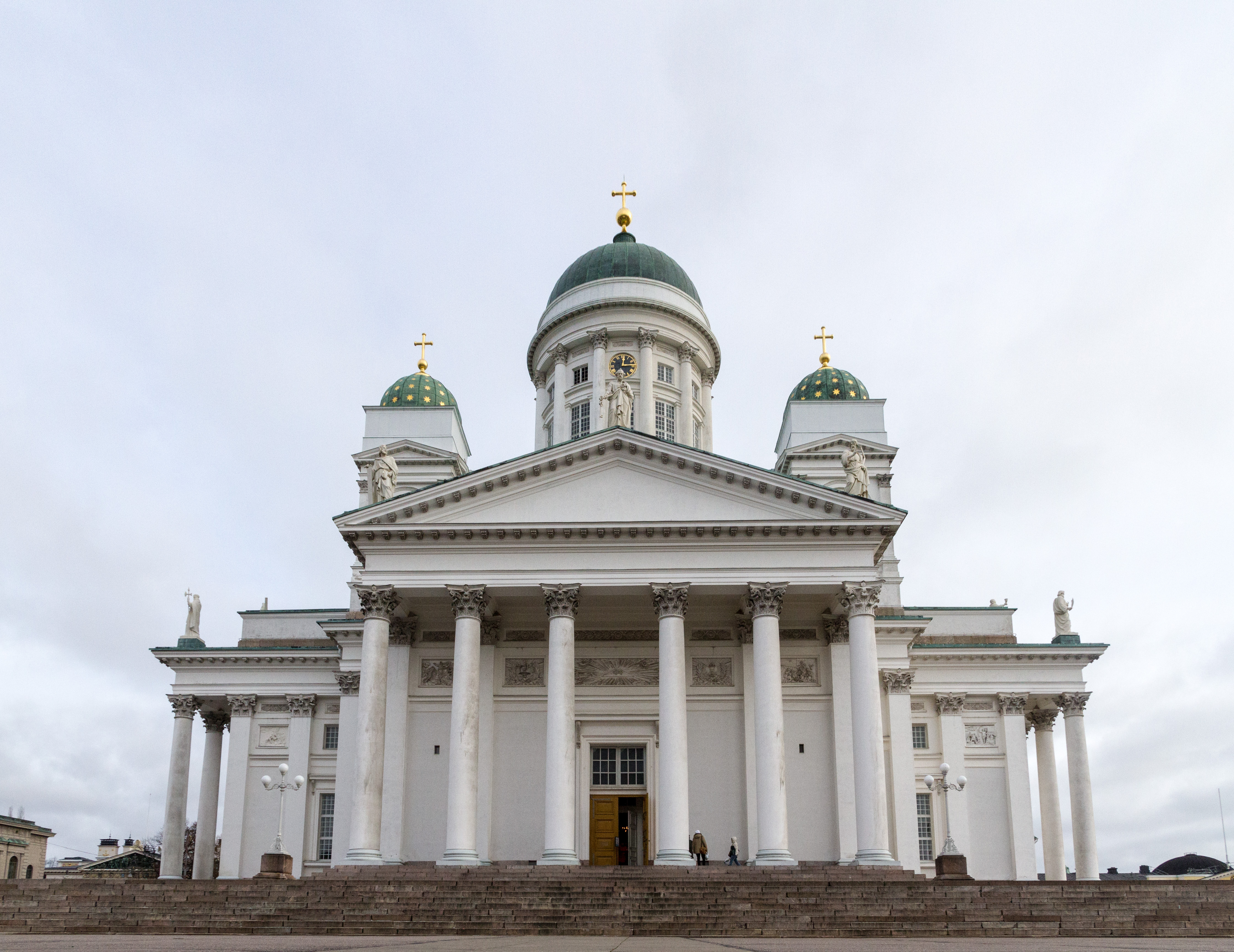
Domkerk
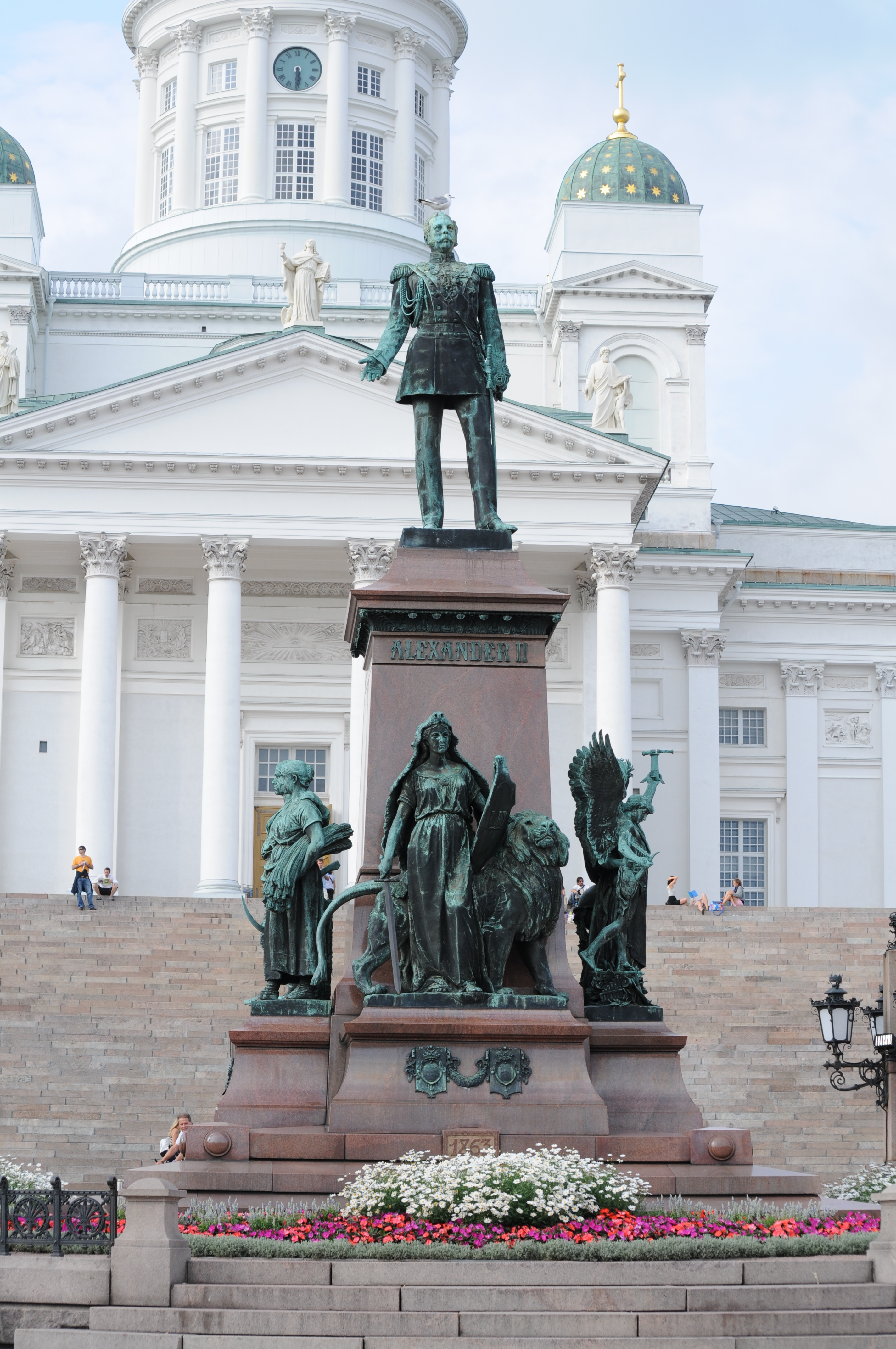
Standbeeld van Alexander II
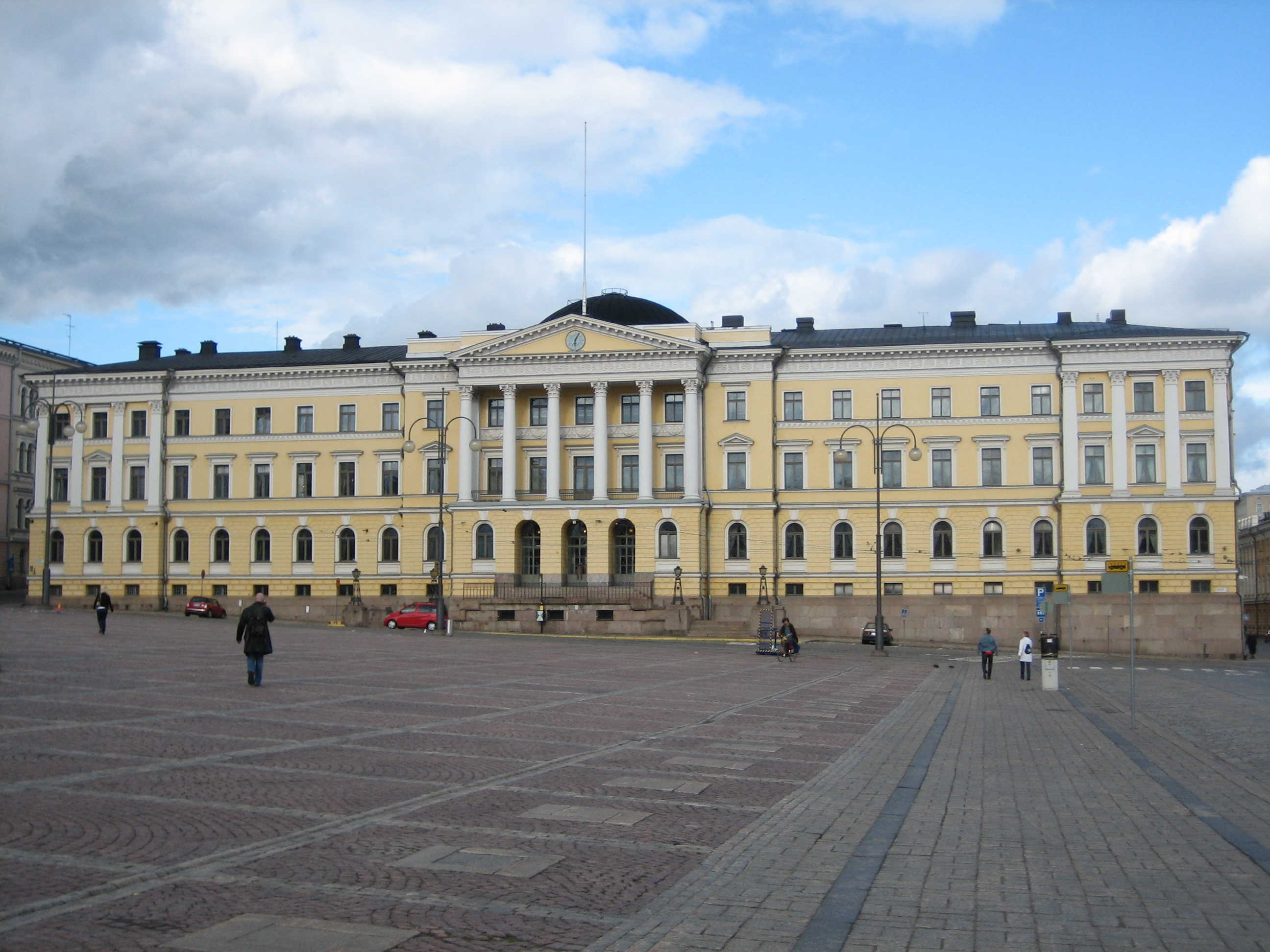
Regeringspaleis
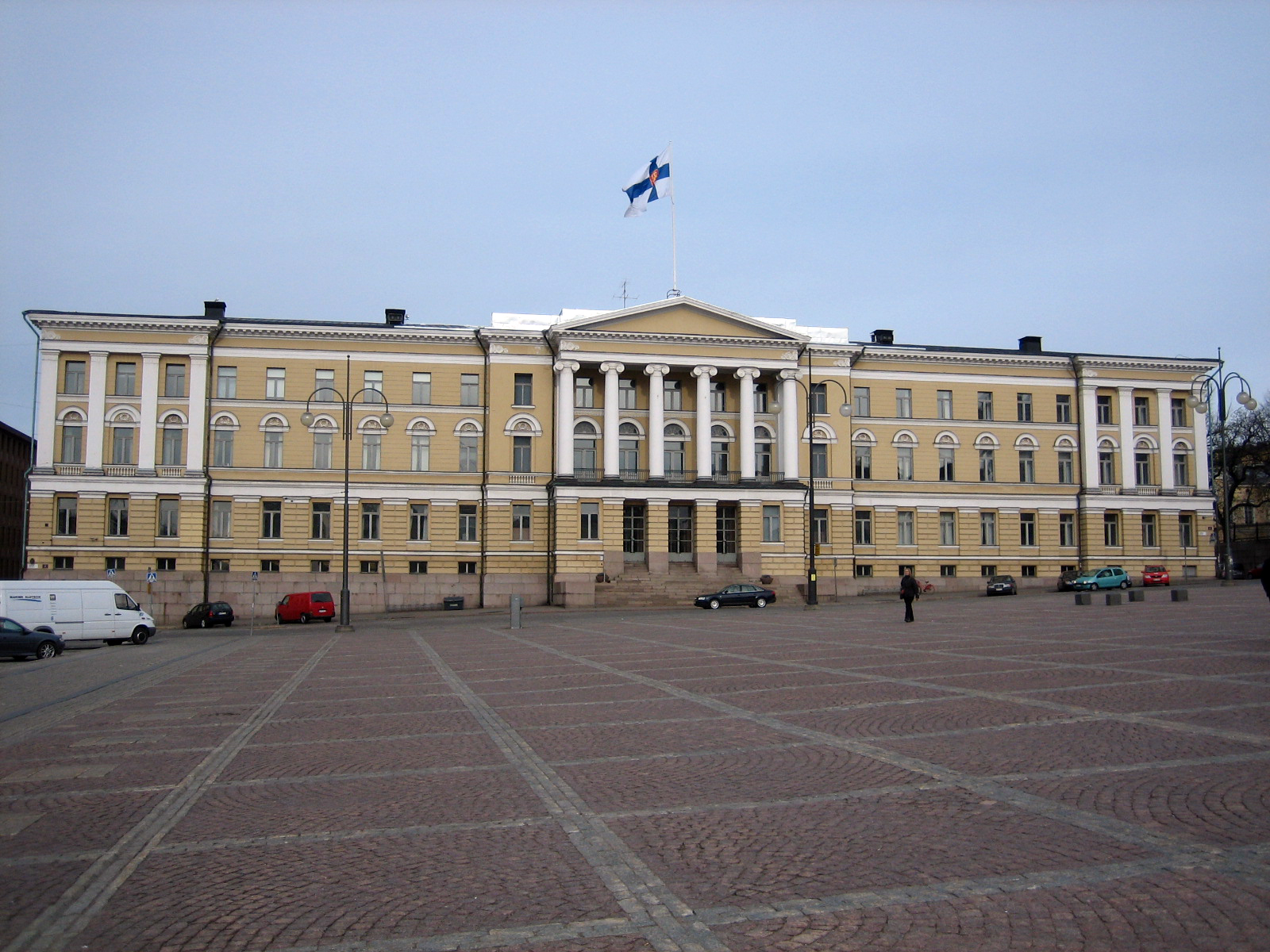
Universiteitsgebouw
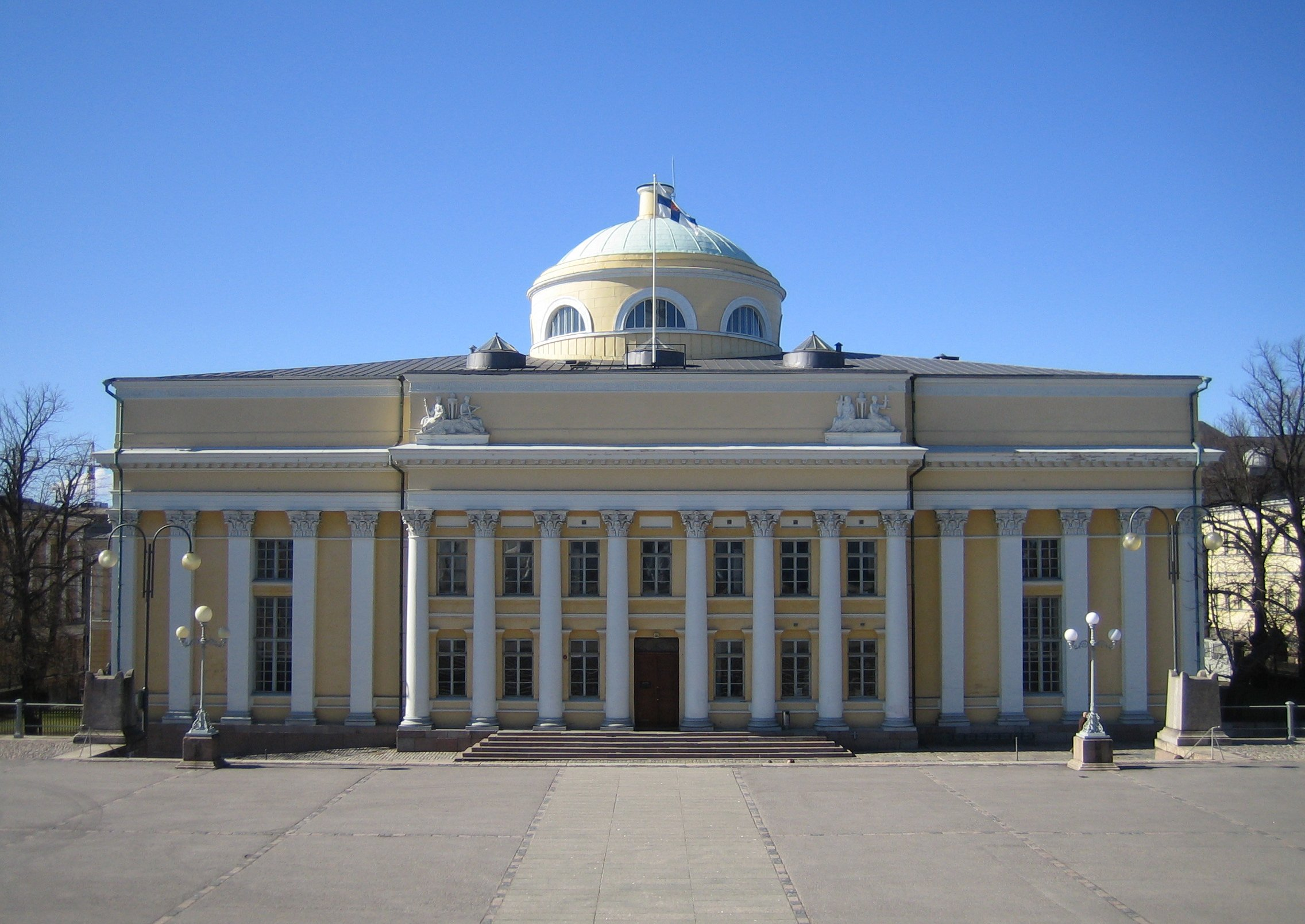
Nationale Bibliotheek
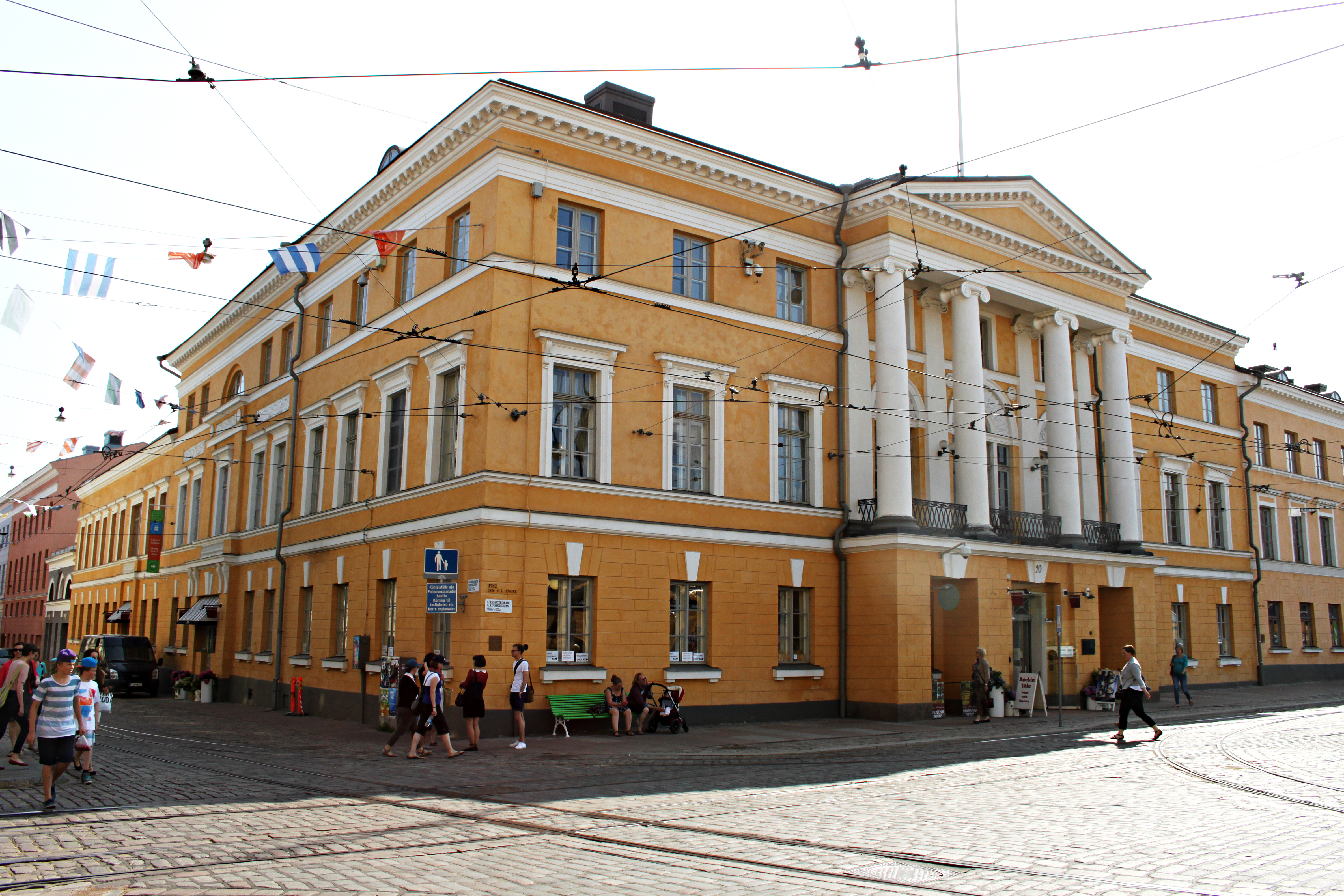
Bockhuis
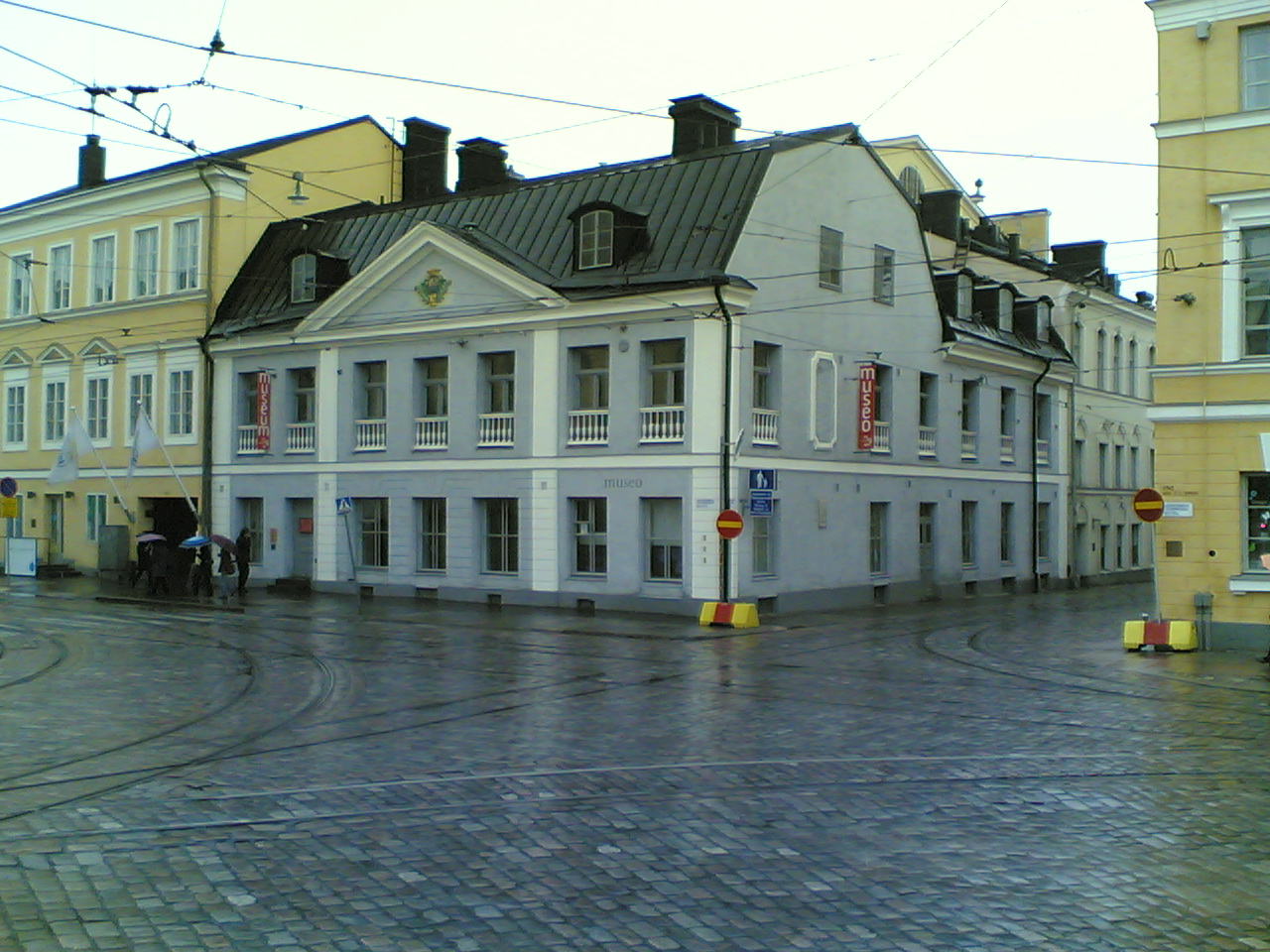
Sederholmhuis